# Резолюция 42 на Съвета за сигурност на ООН
Резолюция 42 на Съвета за сигурност на ООН е приета с мнозиство на 5 март 1948 по повод Палестинския въпрос. Приета в резултат на Резолюция 181 на Общото събрание на ООН от 29 ноември 1947 и на първия ежемесечен доклад на Комисията на ООН за Палестина, Резолюция приканва постоянните членове на Съвета за сигурност да започнат консултации и в десетдневен срок да представят пред Съвета за сигурност предложение за указанията и ръководствата, които той би могъл да отправи към Комисията на ООН за Палестина, с цел прилагане на резолюцията на Общото събрание. С Резолюция 42 Съветът за сигурност се обръща към всички правителства и народи, и особено тези в Палестина и съседните на нея държави, да предприемат всички възможни мерки за предотвратяване или ограничаване на всякакъв безпорядък, подобен на този в самата Палестина.
Резолюция 42 е приета с мнозинство от 8 гласа, като трима от членовете на Съвета за сигурност – представителите на Аржентина, Сирия и Великобритания – гласуват въздържали се.